# Jack Twin Sullivan
Jack "Twin" Sullivan (Cambridge, 23 de setembro de 1878 - 4 de setembro de 1947) foi um pugilista americano, irmão gêmeo do também pugilista e campeão mundial dos meios-médios Mike Sullivan.

## Biografia
Jack Sullivan nasceu em uma família de pugilistas, aonde além dele próprio e de seu irmão gêmeo Mike Sullivan, seu outro irmão menos conhecido Dan Sullivan também se dedicou à prática do boxe.
Começando a boxear em 1900, Sullivan conseguiu vitórias contra Billy Payne, Jim Judge, Patsy Sweeney e George Cole, enquanto lutou entre os meios-médios. Contudo, a partir de 1903, Sullivan começou a ganhar peso e subiu para a categoria dos pesos-médios.
Então, nos anos que se seguiram, Sullivan travou intensos duelos contra Philadelphia Jack O'Brien, Hugo Kelly e Tommy Burns, todos postulantes ao título mundial em aberto dos pesos-médios.
Acontece que esse impasse quanto ao posto de campeão dos pesos-médios havia surgido desde o final de 1903, depois que o legítimo campeão Tommy Ryan tinha passado mais de um ano sem fazer nenhuma defesa de seu título.
Philadelphia Jack O'Brien foi o primeiro a reclamar o título mundial dos médios para si, justamente após uma virória sobre Sullivan, no fim de 1903. Sullivan depois tentou tomar esse pretenso título de O'Brien em 1904, mas acabou sendo nocauteado rapidamente.
Mais tarde, em 1905, O'Brien acabou sendo derrotado por Hugo Kelly, que então passou a reivindicar para si o título mundial que O'Brien dizia ser dele. Contudo, poucos meses depois, ainda em 1905, Sullivan resolveu desafiar o ascendente e popular Tommy Burns, que à época já tinha conquistado dois títulos regionais entre os pesos-médios. 
Obtendo uma vitória nos pontos contra Burns, Sullivan decidiu se auto-proclamar como o novo campeão americano e mundial dos pesos-médios, de modo que ao término de 1905, tanto Sullivan, quanto Kelly, se diziam ser campeões mundiais.
Assim sendo, inevitavelmente, Kelly e Sullivan tiveram de se enfrentar dentro no ringue, a fim de definir quem continuaria a se promover como o campeão mundial dos pesos-médios. Entretanto, o combate entre os dois, realizado no início de 1906, acabou terminando com um empate, o que não serviu de nada para definir o impasse criado.
Posteriormente, o legítimo campeão mundial  Tommy Ryan decidiu enfim se manifestar no final de 1906, anunciando sua aposentadoria e indicando Hugo Kelly como o seu sucessor. Todavia, como o público não aceitou bem a indicação de Kelly, o título dos médios seguiu em disputa, mantendo-se indefinido por mais algum tempo.
Por fim, esse duradouro imbróglio acabou sendo resolvido no início de 1908, quando Stanley Ketchel aplicou um devastador nocaute sobre Mike Sullivan e passou a ser amplamente reconhecido como o novo campeão mundial dos pesos-médios.
Três meses após a colossal derrota de seu irmão gêmeo, Jack Sullivan subiu ao ringue contra Ketchel, no intuito de vingar seu irmão e de capturar o título de Ketchel para si. No entanto, apesar de ter resistido bem mais do que seu irmão, que havia sido nocauteado logo no primeiro assalto de sua luta contra Ketchel, Jack enfim acabou sucumbindo no vigésimo assalto, quando o terrível Ketchel conseguiu aplicar mais um nocaute contra os irmãos Sullivan.
Depois de fracassar em sua tentativa de derrotar Ketchel, Sullivan seguiu lutando por mais de uma década, em uma jornada bastante irregular, na qual Sullivan não conseguiu obter grandes êxitos. Por fim, em 1921, já aos 42 anos de idade, Jack Sullivan abandonou os ringues com uma derrota para Eddie Trembley.